# Lycenchelys
Lycenchelys es un género de peces de la familia de los Zoarcidae en el orden de los Perciformes.

## Especies
- Lycenchelys alba  Vaillant, 1888
- Lycenchelys albeola  Andriashev, 1958
- Lycenchelys albomaculata  Toyoshima, 1983
- Lycenchelys alta  Toyoshima, 1985
- Lycenchelys antarctica  Regan, 1913
- Lycenchelys aratrirostris  Andriashev & Permitin, 1968
- Lycenchelys argentina  Marschoff, Torno & Tomo, 1977
- Lycenchelys aurantiaca  Shinohara & Matsuura, 1998
- Lycenchelys bachmanni Gosztonyi, 1977
- Lycenchelys bellingshauseni  Andriashev & Permitin, 1968
- Lycenchelys bullisi  Cohen, 1964
- Lycenchelys callista  Anderson, 1995
- Lycenchelys camchatica  Gilbert & Burke, 1912
- Lycenchelys chauliodus  Anderson, 1995
- Lycenchelys cicatrifer  Garman, 1899
- Lycenchelys crotalinus  Gilbert, 1890
- Lycenchelys fedorovi  Anderson & Balanov, 2000
- Lycenchelys folletti  Anderson, 1995
- Lycenchelys hadrogeneia  Anderson, 1995
- Lycenchelys hippopotamus  Schmidt, 1950
- Lycenchelys hureaui  Andriashev, 1979
- Lycenchelys imamurai  Anderson, 2006
- Lycenchelys incisa  Garman, 1899
- Lycenchelys jordani  Evermann & Goldsborough, 1907
- Lycenchelys kolthoffi  Jensen, 1904
- Lycenchelys lonchoura  Anderson, 1995
- Lycenchelys maculata  Toyoshima, 1985
- Lycenchelys makushok  Fedorov & Andriashev, 1993
- Lycenchelys maoriensis  Andriashev & Fedorov, 1986
- Lycenchelys melanostomias  Toyoshima, 1983
- Lycenchelys micropora  Andriashev, 1955
- Lycenchelys monstrosa  Anderson, 1982
- Lycenchelys muraena  Collett, 1878
- Lycenchelys nanospinata  Anderson, 1988
- Lycenchelys nigripalatum  DeWitt & Hureau, 1979
- Lycenchelys novaezealandiae  Anderson & Møller, 2007
- Lycenchelys parini  Fedorov, 1995
- Lycenchelys paxillus  Goode & Bean, 1879
- Lycenchelys pearcyi  Anderson, 1995
- Lycenchelys pentactina  Anderson, 1995
- Lycenchelys pequenoi  Anderson, 1995
- Lycenchelys peruana  Anderson, 1995
- Lycenchelys platyrhina  Jensen, 1902
- Lycenchelys plicifera  Andriashev, 1955
- Lycenchelys polyodon  Anderson & Møller, 2007
- Lycenchelys porifer  Gilbert, 1890
- Lycenchelys rassi  Andriashev, 1955
- Lycenchelys ratmanovi  Andriashev, 1955
- Lycenchelys remissaria  Fedorov, 1995
- Lycenchelys rosea  Toyoshima, 1985
- Lycenchelys ryukyuensis  Shinohara & Anderson, 2007
- Lycenchelys sarsii  Collett, 1871
- Lycenchelys scaurus  Garman, 1899
- Lycenchelys squamosa  Toyoshima, 1983
- Lycenchelys tohokuensis  Anderson & Imamura, 2002
- Lycenchelys tristichodon  DeWitt & Hureau, 1979
- Lycenchelys uschakovi  Andriashev, 1958
- Lycenchelys verrillii  Goode & Bean, 1877
- Lycenchelys vitiazi  Andriashev, 1955
- Lycenchelys volki  Andriashev, 1955
- Lycenchelys wilkesi  Anderson, 1988
- Lycenchelys xanthoptera  Anderson, 1991[2][3][4][5][6][7][8]